# 方鳳
方鳳（1241年—1322年），一名景山，字韶卿，浦江后郑村人。
生于宋理宗淳佑元年（1241年），幼好學，入太學，尤精於《诗》，“通毛、郑二家言”。禮部應試不第，以特恩授福建容州文学，未赴任。宋亡后隐居家中，自号岩南老人。工於詩，“不缘雕琢，体裁纯密，自成一家。”與吴渭、谢翱、吴思齐友好，倡月泉吟社。柳贯、吴莱、黄溍是方鳳的学生。元英宗至治二年（1322年）卒。著有《野服考》、《正人心书》，另有诗文集《存雅堂稿》，多散佚，张燧辑为《存雅堂遗稿》。